# Sint, ut sunt, aut non sint
Sint, ut sunt, aut non sint je fráze znamenající „ať jsou takové, jaké mají být, anebo ať nejsou“.
Obecně znamená, že určitý jev má smysl jen tehdy, má-li určité vlastnosti. 

## V právu
Tato fráze má specifický obsah v právu, kde vyjadřuje nejpřísnější formální požadavky na právní jednání; nedostatek přesně vymezených formálních náležitostí právního jednání způsobuje jeho neexistenci.[zdroj?] Tato zásada je typická pro skripturní obligace (např. směnky).

## V dějinách jezuitů
Fráze Sint, ut sunt, aut non sint je známá z dějin Tovaryštva Ježíšova, kdy je tradováno, že papež Klement XIII. odmítl těmito slovy snahy o reformu řádu.[zdroj?] Tentýž výrok se připisuje[kým?] i generálovi jezuitů Lorenzu Riccimu (1703-1775) těsně před zrušením řádu v roce 1773.